# Arnschwang
Arnschwang – miejscowość i gmina w Niemczech, w kraju związkowym Bawaria, w rejencji Górny Palatynat, w regionie Ratyzbona, w powiecie Cham. Leży w Lesie Bawarskim, około 12 km na północny wschód od Cham, przy drodze B20 i linii kolejowej (Schwandorf-Pilzno–Praga), przy granicy z Czechami.

## Dzielnice
W skład gminy wchodzą następujące dzielnice:
| - Arnschwang - Berghäusl - Blumhof - Dürnberg - Eichmühle - Elst - Enklarn - Faustendorf | - Grasfilzing - Herrenwies - Holzhof - Kalkofen - Kellerweg - Kuglhof - Lederhof - Lindhof | - Mühlberg - Nößwartling - Rumplmühle - Tradthaus - Tretting - Warmleiten - Weihermühle - Zenching |

## Zabytki i atrakcje
- barokowy kościół pw. św. Marcina (St. Martin)
- kościół pw. św. Idziego (St. Ägidius)
- Centrum Przyrodniczo-Ekologiczne (LBV-Zentrum Mensch und Natur)